# Матео Марија Бојардо
Матео Марија Бојардо ( итал. Matteo Maria Boiardo; 1440 – 19/20. децембар 1494) је био италијански ренесансни песник, најпознатији по свом делу Заљубљени Орландо (Orlando innamorato).  

## Биографија
Бојардо је рођен 1440. године, у Скандијану или близу њега (данашња провинција Ређо Емилија); син Ђованија ди Фелтрина и Лућије Строци, био је племићке крви, рангиран као гроф од Скандијана, са влашћу над Арћетом, Казалграндеом, Ђесом и Торићелом. Бојардо је био идеалан пример даровитог и оствареног дворјана, који је поседовао и галантно срце и дубоко хуманистичко образовање. 
У младости је уписао Универзитет у Ферари, где је стекао добро знање грчког и латинског, па чак и оријенталних језика. Својевремено је био и доктор филозофије и права. Оженио се Тадеом Гонзангом са којом је имао седморо деце:
- Корнелија (Cornelia)
- Камило (Camillo 1480-1499, conte di Scandiano dal 1494 al 1499)
- Јулија (Giulia)
- Франческо (Francesco)
- Емилија (Emilia)
- Лукреција (Lucrezia)
- Лућија (Lucia) удала се за грофа Просдоцима од Порције и Бругнера

## Служба
Све док се није оженио Тадеом Гонзангом, ћерком грофа од Новеларе (1472), добио је многе наклоности од Борсо д'Естеа, војводе од Фераре, пошто је послат да се састане са Фридрихом III (1469), а после посете папи Павлу II (1471) у Борсоовом возу. Године 1473. придружио се свити која је пратила Елеонору од Арагона, ћерку Фердинанда I, да се састане са својим супружником Ерколом у Ферари. Пет година касније Бојардо је добио функцију гувернера Ређа, коју је обављао са запаженим успехом до своје смрти, осим у кратком интервалу (1481–86) када је био гувернер Модене. 

## Писање
Бојардо је у младости био успешан имитатор Петраркиних љубавних песама. Уследили су озбиљнији покушаји са Istoria Imperiale, неким прерадама Непота, Апулеја, Херодота, Ксенофонта итд. и његовим Еклогама. Уследила је комедија Il Timone (1487). Ипак, највише га памте по својој грандиозној песми витештва и романтике Заљубљени Орландо. Rime, још једно дело из 1499. године, било је углавном заборављено све док га енглеско-италијански библиотекар Антонио Паници није објавио 1835. године. 
Скоро сва Бојардова дела, а посебно Заљубљени Орландо, написана су за забаву војводе Ерколеа и његовог двора, иако нису написана у оквиру његових области. Његова пракса је, како се каже, била да се повуче у Скандијано или на неко друго од својих имања, и да се тамо посвети композицији, а историчари наводе да је водио рачуна да у описе своје песме унесе и оне пријатне околине свог замка, и да су већи део имена његових јунака, као што су Мандрикардо, Градасе, Сакрипант, Аграмант и други, била само имена неких његових сељака, која су му се због своје неотесаности чинила прикладним да се дају сараценским ратницима.